# Sikhulile Moyo
Sikhulile Moyo est un virologue zimbabwéen, directeur du laboratoire Botswana-Harvard AIDS Institute Partnership et associé de recherche au Harvard T.H. Chan School of Public Health. En novembre 2021, avec son laboratoire, Moyo est le premier à identifier le variant Omicron du SARS-CoV-2. En 2022, le magazine Time le place dans sa liste Time 100.

## Biographie

### Enfance et formation
Sikhulile Moyo est né au Zimbabwe. Il est originaire de la province du Matabeleland méridional, et plus précisément de Kezi et de la communauté Donkwe-Donkwe. Il suit les cours de l'école primaire à Kezi, puis ceux de l'école secondaire au Cyrene High School puis au Mzilikazi High School.
Il obtient son diplôme de premier cycle à l'Université du Zimbabwe en 1996. Il enseigne comme professeur de sciences puis en 1997 devient analyste de recherche à l'International Crops Research Institute for Semi-Arid Tropics (ICRISAT). En 2000, il obtient une maîtrise en microbiologie appliquée à l'Université du Botswana,. En 2006, il termine un Master of Public Health obtenu à l'Université de Limpopo (MEDUNSA-Campus). Sa thèse a pour titre Modelling the HIV / AIDS in Botswana: the representativeness of the ANC based estimates of HIV prevalence in Botswana and implications for monitoring the epidemic. Il intègre l'Université de Stellenbosch avec Tulio de Oliveira parmi ses professeurs. C'est dans cette université qu'il obtient son doctorat en virologie médicale en 2016 avec comme sujet Evolutionary trends and dynamics of HIV-1C in Botswana.

### Carrière
Moyo rejoint le laboratoire Botswana-Harvard AIDS Institute Partnership comme assistant de laboratoire en 2003. Il évolue au sein de celui-ci comme coordinateur, manager délégué puis responsable de laboratoire en 2016. Depuis novembre 2021, Moyo est le directeur du laboratoire. Il est également chercheur associé en immunologie et maladies infectieuses au Harvard T.H. Chan School of Public Health. C'est à ce moment-là, qu'avec son laboratoire, Moyo découvre le variant Omicron du SARS-CoV-2. Il l'identifie par séquençage de son génome et remarque immédiatement un nombre élevé de mutations, plus de 50 . Dès leur découverte, ils alertent le ministère de la Santé du Botswana le 22 novembre 2021 et font connaître internationalement celle-ci. Bien qu'il soit le premier à avoir découvert ce nouveau variant, il tient à rappeler que 

« Les scientifiques devraient travailler ensemble et le syndrome du « qui a fait ça » devrait disparaître. Nous devrions tous pouvoir être fiers d'avoir tous contribué d'une manière ou d'une autre. »

Remarquant que les cas de personnes infectées sont surtout parmi les non vaccinés, il insiste sur l'importance de la vaccination 

« J'ai beaucoup d'espoir d'après les données que nous voyons, que les personnes vaccinées devraient pouvoir bénéficier d'une grande protection. Nous devrions essayer d'encourager autant de personnes que possible à se faire vacciner. »

En 2022, Moyo figure dans la liste Time 100 des cent personnalités les plus importantes de l'année selon le Time magazine. Le président zimbabwéen Mnangagwa lui décerne un prix de 50 000 US$ en reconnaissance de ses découvertes.

## Prix
- 25 Novembre 2022 - Prix German Africa 2022 : primé pour son rôle, avec Tulio de Oliveira, dans l'identification du variant Omicron[13]. Ce prix lui a été remis par le chancelier allemand Olaf Scholz[14].
- Festus Mogae Award pour l'excellence de ses recherches sur le HIV[2].
- Martin Luther King Jr Humanitarian Award[2].
- New African Award[2].

## Publications
- (en) Sikhulile Moyo, Modelling the HIV : The Representativeness of the ANC Based Estimates of HIV Prevalence in Botswana and Implications for Monitoring the Epidemic, University of Limpopo (Medunsa Campus), 2006, 96 p.

## Vie privée
Sikhulile Moyo est marié et a deux fils et une fille. Il est chanteur et compositeur de Gospel. Il a d'ailleurs enregistré deux albums.